# توماس گامیت
توماس گامیت (فرانسوی: Thomas Gamiette‎؛ زادهٔ ۲۱ ژوئن ۱۹۸۶) بازیکن فوتبال اهل فرانسه است.

## باشگاهی
از باشگاه‌هایی که در آن بازی کرده‌است می‌توان به باشگاه فوتبال پاریس اف سی، باشگاه فوتبال استاد رنس، باشگاه فوتبال پاری سن ژرمن، و باشگاه فوتبال پلیس ترو اشاره کرد.

## تیم ملی
وی همچنین در تیم ملی فوتبال گوادلوپ بازی کرده‌است.